# Povelja suživota
Povelja suživota, međunarodno društveno priznanje Makedonskog kulturnog foruma iz Pule, koje se dodjeljuje pojedincima, ustanovama i institucijama za osobite zasluge u afirmaciji i razvijanju jezika prihvaćanja različitosti, razumijevanja i suživota među narodima. Priznanje se sastoji od unikatne plakete s temeljnim koloriranim crtežom makedonske tkalje i tekstom posvete laureatu, a dodjeljuje se od 2009. godine.

## 2009.
- Pavle Filipov Voskopulos, makedonski javni djelatnik i borac za prava makedonske nacionalne manjine u Grčkoj (Lerin/Florina, Republika Grčka)

U Odluci o dodjeli priznanja stoji: “Pavle Filipov Voskopulos, jedan od osnivača i lidera političke partije makedonske nacionalne manjine u Grčkoj “Vinožito” (Duga), dosljedan svojim najdubljim humanističkim principima i uvjerenjima: za težak i ponižavajući položaj makedonske nacionalne manjine i ostalih nacionalnih manjina u Grčkoj (Turaka, Vlaha, Albanaca-Čama, Roma i drugih), ne optužuje grčki narod i običnog grčkog čovjeka, indoktriniranog od nedemokratske državne vlasti i njezinih institucija, a rješenje problema ne vidi u daljnjem zaoštravanju i produbljivanju konflikata u međunacionalnim odnosima. Naprotiv, energično ga traži u stalnom otvorenom, javnom, civiliziranom dijalogu na svim razinama, kao preduvjet za otvaranje i demokratizaciju grčkog društva, zauzimajući se za suživot i za prihvaćanje različitosti, za neotuđivo pravo svakog pojedinca u Grčkoj, bez obzira kojoj nacionalnosti pripada, da slobodno nosi svoje nacionalno ime, i da govori i školuje se na svom materinjskom jeziku u okviru državnog obrazovnog sustava Republike Grčke, što sada nije moguće”. 
- Grad Rovinj

U Odluci o dodjeli priznanja stoji: “Grad Rovinj, grad dugog trajanja i nadasve osebujne povijesti, već se u dubokoj prošlosti upisao u jedinstvenu civilizacijsku mapu pribježišta nemoćnih i potrebitih (“lo reposso dei deserti”), u mapu onih gradova koji otvorenih vratiju i otvorenoga srca primaju sve ljude i namjernike dobre volje. Stoljeća stalnog uspona, gospodarskog rasta i stabilnosti, i osobito kulturnog bujanja i cvjetanja grada i njegovih žitelja, o čemu svjedoče brojni prvorazredni kulturni spomenici - sve to ne bi bilo moguće da nije bilo te širine grada Rovinja i njegovih ljudi, otvorenosti i prihvaćanja, spremnosti na razmjenu dobara i znanja, spremnosti, ne samo da se drugima ponude svoja iskustva i vještine, već i da se permanentno i sa znatiželjom stalno uči od drugih. Nije teško megalopolisima da u svojoj razvedenosti budu kozmopolitski. Biti nevelik, utonuo u blagost i jednostavnost zavičajnosti i u isto vrijeme biti kozmopolitiski - to je čudesan i nesvakidašnji blagoslov grada Rovinja i njegovih srdačnih ljudi”.

## 2010.
- Giacomo Scotti, istaknuti talijanski i hrvatski književnik (Rijeka)

U Odluci o dodjeli priznanja stoji: “Svojim prevodilačkim i esejističkim radom Giacomo Scotti dao je neizmjeran doprinos afirmaciji južnoslavenskih književnosti u Italiji. Od šezdesetih godina 20. stoljeća do danas objavio je kod renomiranih talijanskih nakladnika niz zapaženih antologija iz suvremene hrvatske književnosti, kao i pojedina djela i izbore najistaknutijih hrvatskih autora, ali i brojne antologije i pojedinačna djela iz makedonske i srpske te književnosti Bosne i Hercegovine. K tomu, u književnim je časopisima i drugim publikacijama diljem Italije objavio i više od tisuću prijevoda pjesničkih i proznih ostvarenja autora iz većine južnoslavenskih i drugih književnosti (albanske, turske, mađarske). Djelovanje Giacoma Scottija na međusobnom zbližavanju i boljem uzajamnom upoznavanju raznih književnosti i njihovih ponajboljih predstavnika odvijalo se i u suprotnom smjeru. Kao jedan od najcjenjenijih i najomiljenijih gostiju i sudionika mnogih međunarodnih književnih manifestacija i susreta u zemljama Srednje i Južne Europe, godinama je pravovremeno skretao pogled kulturne javnosti tih sredina i na najzanimljivija pjesnička i uopće književna imena i ostvarenja koja su se pojavljivala na književnoj sceni u Italiji tijekom druge polovice 20. stoljeća. Na taj je način njegov književni i humanistički trag duboko utisnut i u naporima da se na estetskoj i kulturološkoj razini ostvari susret, suživot i prožimanje književnosti, osobito manjih naroda, s jednom od najvećih i najznačajnijih europskih i svjetskih književnosti - talijanskom, čineći ih ravnopravnim članovima velike svjetske književne obitelji”.

## 2011.
- Vladimir Todorović, makedonski javni djelatnik (gradonačelnik Općine Centar-Skopje) i dobrotvor (Skoplje, Republika Makedonija)

U Odluci o dodjeli priznanja stoji: “Na tragu nastojanja da se što snažnije istakne osebujno makedonsko kulturno-povijesno nasljeđe, nezaobilazan je i veliki Todorovićev angažman u osmišljavanju i realizaciji novoga središta glavnoga makedonskog grada Skoplja i njegova obogaćivanja kompleksom vrijednih monumentalnih spomenika posvećenih makedonskim povijesnim osobama i pojavama. U društvenim krugovima i široj javnosti, premda osobno skroman i gotovo samozatajan, Vladimir Todorović poznat je i po svojem čovjekoljublju i spremnosti da izravno pomaže svima kojima je pomoć potrebna, bez obzira na razlike. Njegov neskriveni plemeniti uzor u tom smislu blažena je Majka Tereza, rodom iz Skoplja, čiji je reprezentativni brončani kip (djelo akademskog kipara Tome Serafimovskog) osobno donirao gradu Puli 2010. godine; kip je postavljen kraj pulske crkve Gospe od Mora. Posebno je snažna Todorovićeva povezanost s Pulom i Istrom, s kojom ga vežu dugi boravci i duboki dojmovi i sjećanja iz djetinjstva i mladosti. Živo zainteresiran da se prodube i još više potaknu svekoliki kulturni i gospodarski odnosi Skoplja i Makedonije s Istrom, i osobito s Gradom Pulom i Gradom Rovinjom, on često boravi u Istri. Među Istranima, i posebno među predstavnicima makedonske dijaspore u Istri i Hrvatskoj iznimno je cijenjen i poštovan”.

## 2012.
- Stefan Ivanov Vlahov-Micov, makedonski i bugarski povjesničar, filozof, književnik i publicist, novinar i javni djelatnik (Skoplje, Republika Makedonija).

U Odluci o dodjeli priznanja stoji: “Rođen u mješovitom braku, od majke porijeklom Makedonke i oca porijeklom Kumana, Stefan Ivanov Vlahov-Micov zarana se senzibilizirao za pitanja identiteta općenito i osobito za pitanja identiteta nacionalnih manjina na Balkanu. Kao humanist i slobodni mislilac najvišega ranga, izlažući se svjesno i najgrubljim napadima, uvijek dosljedno i uporno na tragu povijesnih istina nasuprot uskogrudim kvazihistorijskim izmišljotinama i nacionalno-političkim pretenzijama i posezanjima jednih naroda nad drugima, on suvereno i energično, i u svojim djelima, i u svojim javnim nastupima, zastupa ideje prijateljstva i suživota među narodima, osobito na Balkanu gdje živi više autohtonih nacija, ali i narodi isprepletenih korijena. S velikim poštovanjem i uvažavanjem u makedonskoj i međunarodnoj javnosti primljen je njegov dugogodišnji nesebičan humanistički i autorski angažman na afirmaciji autentične i osebujne, iznimno bogate kulturne i povijesne prošlosti Makedonije i makedonskog naroda, kao i njegovih suvremenih postignuća u okvirima složenih državno-političkih i društvenih realiteta na Balkanu danas.